# Café Hafa
Café Hafa es una cafetería en Tánger, Marruecos, ubicada en lo alto de un acantilado con vista a la Bahía de Tánger. Inaugurado en 1921, el café aún conserva su decoración original. Los visitantes han incluido a Paul Bowles, Juan Goytisolo, Abou Bakr Lamtouni, Jean Genet,  William Burroughs, The Beatles y los Rolling Stones.

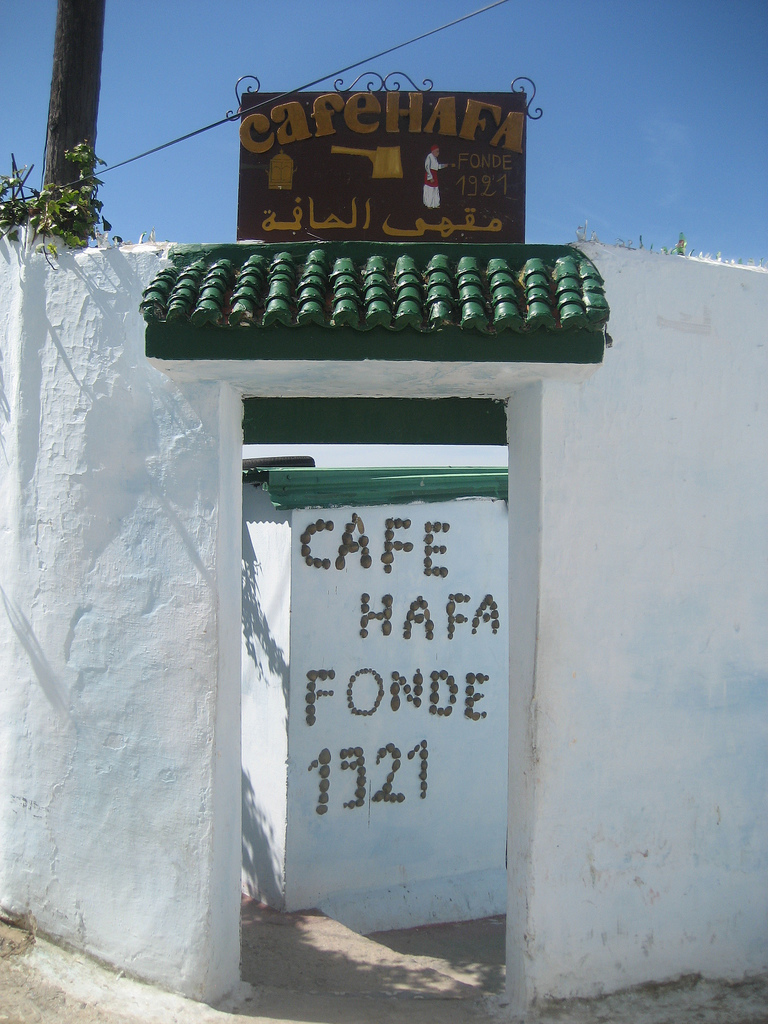

Precisamente por las visitas de artistas y celebridades que se atribuyen a este café. [cita requerida]
El cantautor, músico, pintor y director Luis Eduardo Aute le dedicó una canción, incluida en su disco "Despacio", titulada Hafa Café. [cita requerida]
En él cuenta cómo estando allí en compañía de una mujer, llegó Mick Jagger y su amigo se fue con él. [cita requerida]
El café es conocido por su té de menta, una bebida típica de Marruecos.[cita requerida]